# Seznam městských památkových rezervací v Česku
Toto je seznam městských památkových rezervací v Česku.
V Česku se na konci roku 2022 nacházelo 39 městských památkových rezervací. Z hlediska počtu jednotlivých začleněných objektů (budov, památek), které mají samostatný záznam[ujasnit], patří mezi největší Pražská památková rezervace (cca 1330 objektů), následují MPR v Brně a Olomouci se stovkami objektů.

## Současné rezervace
| Znak města | Město                                | Okres                   | Kraj                 | Rejstříkové číslo | Rok vyhlášení | Rozhodnutí                                               |
| ---------- | ------------------------------------ | ----------------------- | -------------------- | ----------------- | ------------- | -------------------------------------------------------- |
|            | Brno (článek o MPR)                  | okres Brno-město        | Jihomoravský kraj    | 1049 (Pk)         | 1989          | Nařízení vlády č. 54/1989 Sb. ze dne 19. dubna 1989      |
|            | České Budějovice (článek o MPR)      | okres České Budějovice  | Jihočeský kraj       | 1038 (Pk)         | 1980          | Výnos MK ČSR čj. 7.096/80-VI/1 ze dne 19. března 1980    |
|            | Český Krumlov (článek o MPR)         | okres Český Krumlov     | Jihočeský kraj       | 1011 (Pk)         | 1963          | Výnos MK ČSR čj. 16.417/87-VI/1 ze dne 21. prosince 1987 |
|            | Domažlice (článek o MPR)             | okres Domažlice         | Plzeňský kraj        | 1032 (Pk)         | 1975          | Výnos MK ČSR čj. 17.596/75-VI/1 ze dne 31. října 1975    |
|            | Horšovský Týn (článek o MPR)         | okres Domažlice         | Plzeňský kraj        | 1043 (Pk)         | 1982          | Výnos MK ČSR čj. 7.645/82-VI/1 ze dne 13. dubna 1982     |
|            | Hradec Králové (článek o MPR)        | okres Hradec Králové    | Královéhradecký kraj | 1010 (Pk)         | 1962          | Výnos MŠK čj. 4.162/62-V/2                               |
|            | Cheb (článek o MPR)                  | okres Cheb              | Karlovarský kraj     | 1042 (Pk)         | 1981          | Výnos MK ČSR čj. 16.429/81-VI/1 ze dne 6. října 1981     |
|            | Jičín (článek o MPR)                 | okres Jičín             | Královéhradecký kraj | 1020 (Pk)         | 1967          | Výnos MK ČSR čj. 16.417/87-VI/1 ze dne 21. prosince 1987 |
|            | Jihlava (článek o MPR)               | okres Jihlava           | Kraj Vysočina        | 1045 (Pk)         | 1982          | Výnos MK ČSR čj. 7.292/82-VI/1 ze dne 29. března 1982    |
|            | Jindřichův Hradec (článek o MPR)     | okres Jindřichův Hradec | Jihočeský kraj       | 1006 (Pk)         | 1961          | Výnos MŠK čj. 36.568/61-V/2                              |
|            | Josefov (článek o MPR)               | okres Náchod            | Královéhradecký kraj | 1029 (Pk)         | 1971          | Výnos MŠK čj. 4.903/71-II/2                              |
|            | Kadaň (článek o MPR)                 | okres Chomutov          | Ústecký kraj         | 1034 (Pk)         | 1978          | Výnos MK ČSR čj. 15.868/78-VI/1 ze dne 10. května 1978   |
|            | Kolín (článek o MPR)                 | okres Kolín             | Středočeský kraj     | 1047 (Pk)         | 1989          | Nařízení vlády č. 54/1989 Sb. ze dne 19. dubna 1989      |
|            | Kroměříž (článek o MPR)              | okres Kroměříž          | Zlínský kraj         | 1036 (Pk)         | 1978          | Výnos MK ČSR čj. 15.869/78-VI/1 ze dne 8. září 1978      |
|            | Kutná Hora (článek o MPR)            | okres Kutná Hora        | Středočeský kraj     | 1005 (Pk)         | 1961          | Výnos MŠK čj. 36.568/61-V/2                              |
|            | Lipník nad Bečvou (článek o MPR)     | okres Přerov            | Olomoucký kraj       | 1051 (Pk)         | 1989          | Nařízení vlády č. 54/1989 Sb. ze dne 19. dubna 1989      |
|            | Litoměřice (článek o MPR)            | okres Litoměřice        | Ústecký kraj         | 1035 (Pk)         | 1978          | Výnos MK ČSR čj. 22.260/78-VI/1 ze dne 27. října 1978    |
|            | Litomyšl (článek o MPR)              | okres Svitavy           | Pardubický kraj      | 1015 (Pk)         | 1965          | Výnos MŠK čj. 19.139/65-V/2                              |
|            | Loket (článek o MPR)                 | okres Sokolov           | Karlovarský kraj     | 1037 (Pk)         | 1980          | Výnos MK ČSR čj. 24.756/79-VI/1 ze dne 29. prosince 1979 |
|            | Mikulov (článek o MPR)               | okres Břeclav           | Jihomoravský kraj    | 1044 (Pk)         | 1982          | Výnos MK ČSR čj. 7.646/82-VI/1 ze dne 13. dubna 1982     |
|            | Moravská Třebová (článek o MPR)      | okres Svitavy           | Pardubický kraj      | 1040 (Pk)         | 1980          | Výnos MK ČSR čj. 13.603/80-VI/1 ze dne 29. července 1980 |
|            | Nové Město nad Metují (článek o MPR) | okres Náchod            | Královéhradecký kraj | 1024 (Pk)         | 1970          | Výnos MK ČSR čj. 15.106/69-II/2 ze dne 3. prosince 1969  |
|            | Nový Jičín (článek o MPR)            | okres Nový Jičín        | Moravskoslezský kraj | 1021 (Pk)         | 1967          | Výnos MŠK čj. 4.762/67-II/2                              |
|            | Olomouc (článek o MPR)               | okres Olomouc           | Olomoucký kraj       | 1031 (Pk)         | 1971          | Výnos MŠK čj. 6.489/71-II/2                              |
|            | Pardubice (článek o MPR)             | okres Pardubice         | Pardubický kraj      | 1012 (Pk)         | 1964          | Výnos MŠK čj. 10.630/64-V/2                              |
|            | Pelhřimov (článek o MPR)             | okres Pelhřimov         | Kraj Vysočina        | 1022 (Pk)         | 1969          | Výnos MK ČSR čj. 11.764/69-II/2 ze dne 10. září 1969     |
|            | Plzeň (článek o MPR)                 | okres Plzeň-město       | Plzeňský kraj        | 1048 (Pk)         | 1989          | Nařízení vlády č. 54/1989 Sb. ze dne 19. dubna 1989      |
|            | Praha (článek o MPR)                 | hlavní město Praha      | hlavní město Praha   | 1028 (Pk)         | 1971          | Nařízení vlády č. 66/1971 Sb. ze dne 21. července 1971   |
|            | Prachatice (článek o MPR)            | okres Prachatice        | Jihočeský kraj       | 1041 (Pk)         | 1981          | Výnos MK ČSR čj. 16.428/81-VI/1 ze dne 6. října 1981     |
|            | Příbor (článek o MPR)                | okres Nový Jičín        | Moravskoslezský kraj | 1050 (Pk)         | 1989          | Nařízení vlády č. 54/1989 Sb. ze dne 19. dubna 1989      |
|            | Slavonice (článek o MPR)             | okres Jindřichův Hradec | Jihočeský kraj       | 1007 (Pk)         | 1961          | Výnos MŠK čj. 36.568/61-V/2                              |
|            | Štramberk (článek o MPR)             | okres Nový Jičín        | Moravskoslezský kraj | 1023 (Pk)         | 1969          | Výnos MK ČSR čj. 8.372/69-II/2 ze dne 29. května 1969    |
|            | Tábor (článek o MPR)                 | okres Tábor             | Jihočeský kraj       | 1008 (Pk)         | 1961          | Výnos MŠK čj. 36.568/61-V/2                              |
|            | Telč (článek o MPR)                  | okres Jihlava           | Kraj Vysočina        | 1025 (Pk)         | 1970          | Výnos MK ČSR čj. 7.419/70-II/2 ze dne 27. dubna 1970     |
|            | Terezín (článek o MPR)               | okres Litoměřice        | Ústecký kraj         | 1053 (Pk)         | 1992          | Nařízení vlády č. 443/1992 Sb. ze dne 29. července 1992  |
|            | Třeboň (článek o MPR)                | okres Jindřichův Hradec | Jihočeský kraj       | 1033 (Pk)         | 1976          | Výnos MK ČSR čj. 14.266/76-VI/1 ze dne 12. srpna 1980    |
|            | Úštěk (článek o MPR)                 | okres Litoměřice        | Ústecký kraj         | 1039 (Pk)         | 1980          | Výnos MK ČSR čj. 13.062/80-VI/1 ze dne 28. července 1980 |
|            | Znojmo (článek o MPR)                | okres Znojmo            | Jihomoravský kraj    | 1030 (Pk)         | 1971          | Výnos MŠK čj. 3.038/71-II/2                              |
|            | Žatec (článek o MPR)                 | okres Louny             | Ústecký kraj         | 1009 (Pk)         | 1961          | Výnos MŠK čj. 36.568/61-V/2                              |

## Zrušené rezervace
| Znak města | Město             | Okres         | Kraj             | Rejstříkové číslo | Rok vyhlášení | Rok zrušení | Rozhodnutí |
| ---------- | ----------------- | ------------- | ---------------- | ----------------- | ------------- | ----------- | --- |
|            | Františkovy Lázně | okres Cheb    | Karlovarský kraj | 1052 (Pk)         | 1992          | 2017        | Nařízení vlády č. 443/1992 Sb. ze dne 29. července 1992, od roku 2018 součást ostatní památkové rezervace 1116 (Pk) |
|            | Horní Slavkov     | okres Sokolov | Karlovarský kraj | —                 | 1952          | 1961        | Výnos MŠK čj. 42.332/52-VII/3, od roku 1992 městská památková zóna 2153 (Pk)                                        |